# Manaíra
Manaíra é um município brasileiro do estado da Paraíba. Localiza-se a uma altitude de 757 metros. De acordo com o IBGE (Instituto Brasileiro de Geografia e Estatística), no ano de 2020, sua população foi estimada em 10.972 habitantes. Área territorial de 352,570 km².

## Geografia
O município está incluído na área geográfica de abrangência do semiárido brasileiro, definida pelo Ministério da Integração Nacional em 2005.  Esta delimitação tem como critérios o índice pluviométrico, o índice de aridez e o risco de seca.

### Clima
Dados do Departamento de Ciências Atmosféricas, da Universidade Federal de Campina Grande, mostram que Manaíra apresenta um clima com média pluviométrica anual de 697,8 mm e temperatura média anual de 23,8 °C.
| Dados climatológicos para Manaíra             | Dados climatológicos para Manaíra | Dados climatológicos para Manaíra | Dados climatológicos para Manaíra | Dados climatológicos para Manaíra | Dados climatológicos para Manaíra | Dados climatológicos para Manaíra | Dados climatológicos para Manaíra | Dados climatológicos para Manaíra | Dados climatológicos para Manaíra | Dados climatológicos para Manaíra | Dados climatológicos para Manaíra | Dados climatológicos para Manaíra | Dados climatológicos para Manaíra |
| Mês                                           | Jan                               | Fev                               | Mar                               | Abr                               | Mai                               | Jun                               | Jul                               | Ago                               | Set                               | Out                               | Nov                               | Dez                               | Ano                               |
| --------------------------------------------- | --------------------------------- | --------------------------------- | --------------------------------- | --------------------------------- | --------------------------------- | --------------------------------- | --------------------------------- | --------------------------------- | --------------------------------- | --------------------------------- | --------------------------------- | --------------------------------- | --------------------------------- |
| Temperatura máxima média (°C)                 | 32,9                              | 31,9                              | 31,2                              | 30,8                              | 29,7                              | 28,9                              | 28,9                              | 30,5                              | 32,1                              | 33,6                              | 33,9                              | 33,8                              | 31,5                              |
| Temperatura média (°C)                        | 25,1                              | 24,5                              | 24,0                              | 23,8                              | 23,0                              | 22,1                              | 21,8                              | 22,4                              | 23,8                              | 24,9                              | 25,3                              | 25,4                              | 23,8                              |
| Temperatura mínima média (°C)                 | 20,3                              | 19,9                              | 19,8                              | 19,7                              | 18,9                              | 18,1                              | 17,4                              | 17,5                              | 18,5                              | 19,5                              | 20,0                              | 20,3                              | 19,2                              |
| Precipitação (mm)                             | 80,7                              | 122,7                             | 197,5                             | 131,0                             | 38,1                              | 19,9                              | 10,8                              | 2,1                               | 3,1                               | 5,4                               | 22,9                              | 54,4                              | 697,8                             |
| Fonte: Departamento de Ciências Atmosféricas. |                                   |                                   |                                   |                                   |                                   |                                   |                                   |                                   |                                   |                                   |                                   |                                   |                                   |